# Calliste II Xanthopoulos
Calliste II Xanthopoulos (en grec : Κάλλιστος Β΄ Ξανθόπουλος) est patriarche de Constantinople en 1397.

## Biographie
Calliste II Xanthopoulos est élu patriarche le 17 mai 1397 après la mort d'Antoine IV. Il meurt lui-même après seulement trois mois d'exercice.